# Lucien-Victor Guirand de Scévola

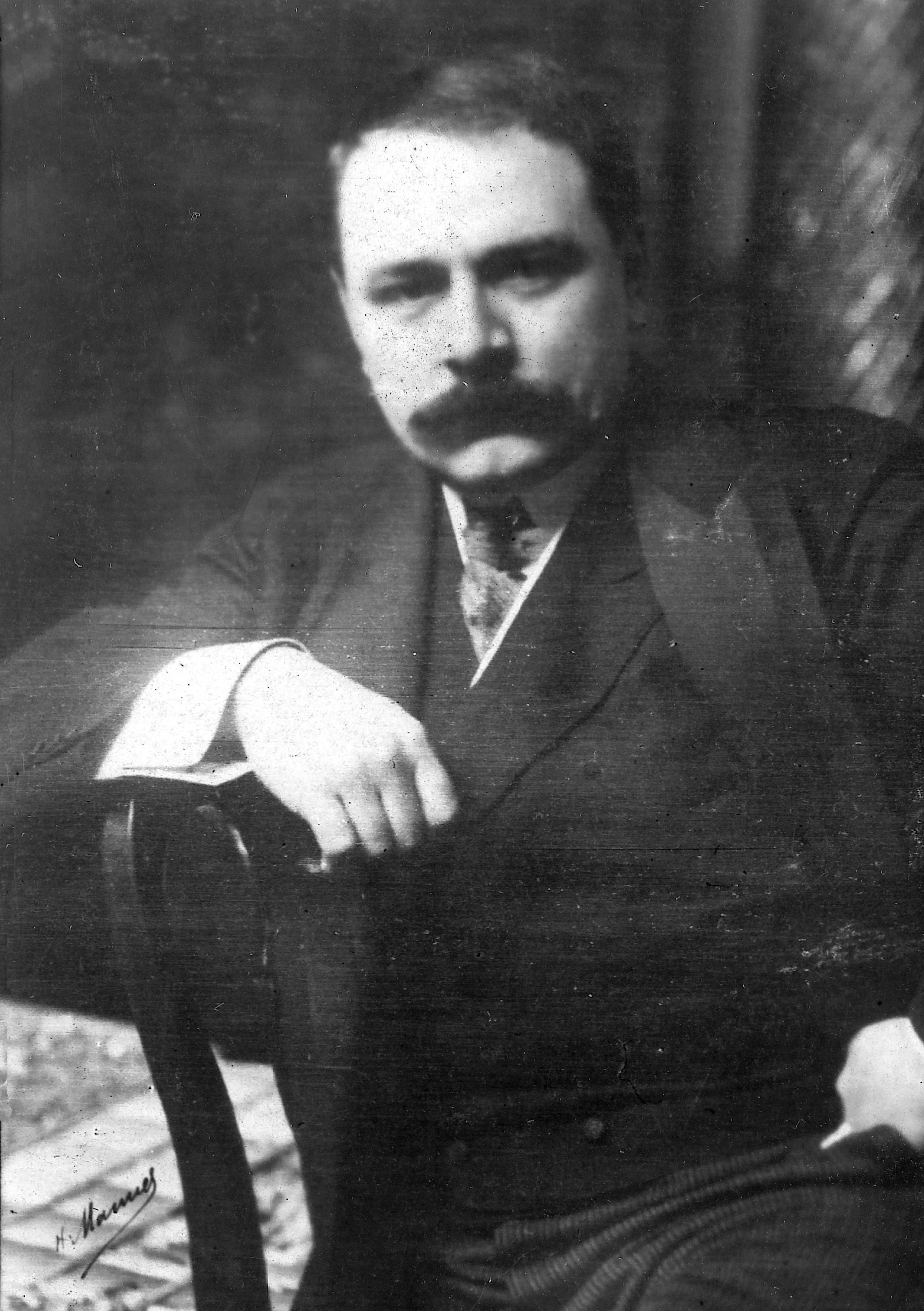
Portrait réalisé par Henri Manuel.

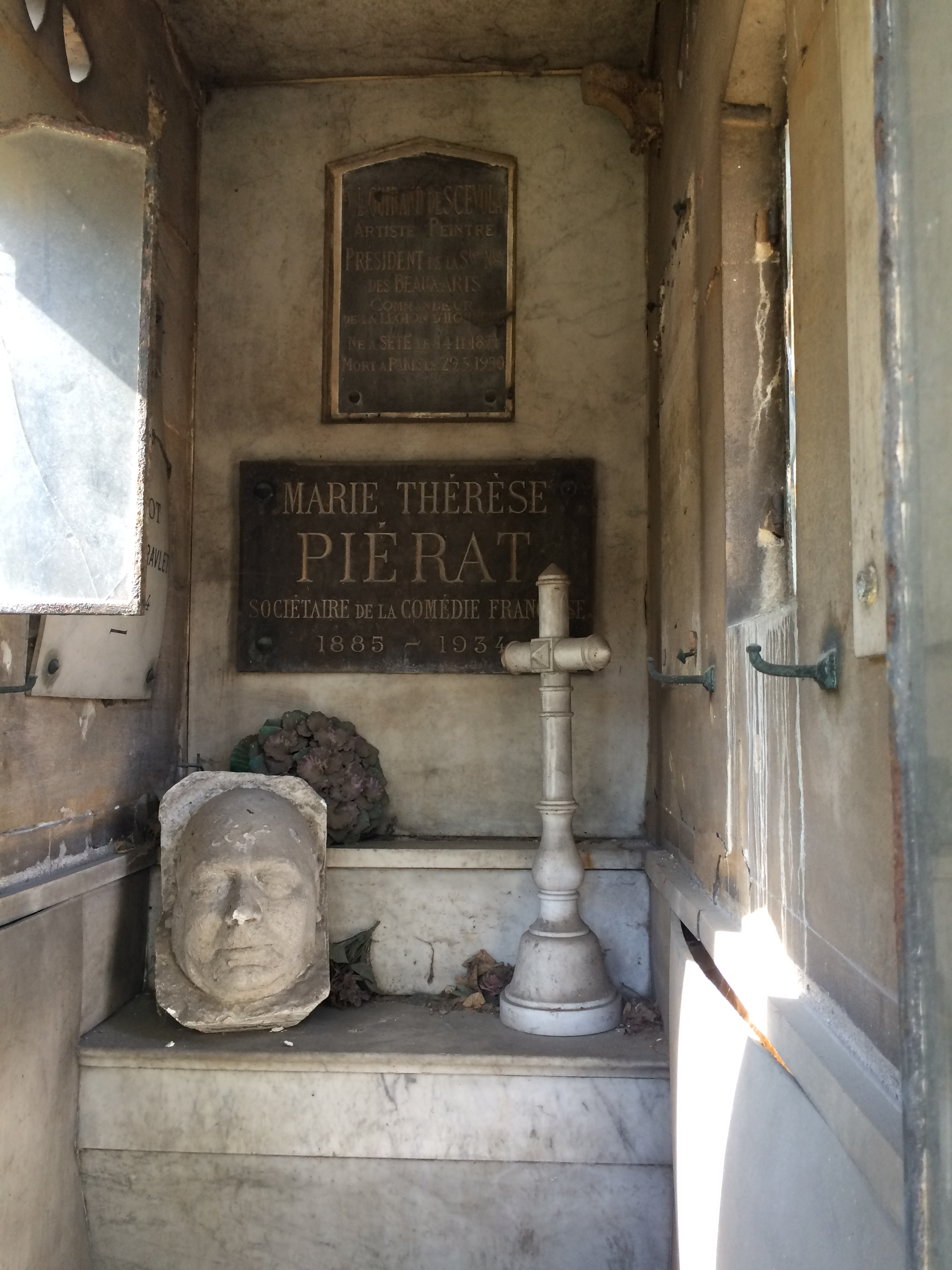
Tombe de Lucien-Victor Guirand de Scévola au cimetière de Montmartre (Paris).

Lucien-Victor Guirand, dit Lucien-Victor Guirand de Scévola, né Victor Lucien Guirand à Sète le 14 novembre 1871, et mort à Paris le 29 mars 1950, est un peintre, dessinateur et illustrateur français.
Peintre de fleurs, de natures mortes, de scènes d'alcôves et de paysages, Guirand de Scévola mène également une carrière de portraitiste notoire, exécutant entre autres les portraits du duc de Massa et des duchesses d’Uzès et de Brissac. L’artiste réalise également des scènes mondaines. Il est connu pour s’être attribué l’invention, durant la Première Guerre mondiale, de diverses méthodes pour dissimuler des pièces d'artillerie sous des toiles peintes, faisant de lui l'un des pionniers du camouflage militaire.

## Biographie
Lucien-Victor Guirand est le fils de Jean-Antoine Guirand, commis voyageur et de Catherine Mélanie Fournaire, sans profession, son épouse. Élève de Fernand Cormon à l'École des beaux-arts de Paris, il se spécialise dans le pastel. Il expose régulièrement à Paris au Salon des artistes français, puis au Salon de la Société nationale des beaux-arts, dont il devient associé, puis sociétaire, puis membre du comité, et enfin président en 1937, remplaçant le paysagiste André Dauchez. Il est également membre de la Société des pastellistes de France, dont il devient le président.
En 1903, il réalise le décor du foyer et de différents panneaux du théâtre Molière à Sète, inauguré en 1904.
Il épouse le 19 janvier 1906 la comédienne française, Marie-Thérèse Piérat, nom de scène de Marie-Thérèse Panot, sociétaire de la Comédie-Française. La Revue hebdomadaire de la semaine nous indique que ce fut « le great event de la semaine. On s'écrasait à la Trinité. Des milliers de personnes durent renoncer à défiler devant les mariés. Le lendemain ça été l'inauguration de l'exposition annuelle de peinture de l'Epatant où l'on s'est naturellement écrasé encore, surtout devant les toiles de M. Guirand de Scévola. » Les Annales du théâtre et de la musique relate aussi cet évènement mondain : « Le mariage civil de Mlle Piérat avec le jeune et distingué peintre Guirand de Scévola avait lieu à la mairie du 9e arrondissement. Les témoins de la mariée étaient : Monsieur Jules Clarétie, administrateur de la Comédie Française et M. de Féraudy, ceux de M. Guirand de Scévola, MM. Guillemet et Edmond Rodier. Le mariage religieux était célébré le surlendemain en l'église de la Trinité, resplendissante de lumières. Une foule immense au milieu de laquelle on remarquait la plupart de la notabilité du monde littéraire et théâtral assistait à la cérémonie. Après un interminable défilé à la sacristie, les invités se rendaient rue Blanche à l'hôtel des Ingénieurs Civils où se donnait une brillante réception. »
Pilier de la vie de bohème de la butte Montmartre et du Cabaret des Quat'z'Arts, en particulier avec ses amis Charles Léandre, Louis Abel-Truchet, Abel Faivre ou Adolphe Léon Willette, Lucien-Victor Guirand de Scévola a son atelier parisien au no 42 de la rue Fontaine jusqu'en 1910. Il fait partie du cercle des Mortigny, fondé par Dimitri d'Osnobichine, en 1908 , qui regroupe de nombreux artistes et habitués de la vie parisienne : Marcel Bain qui écrit les 5 actes du drame Le secret des Mortigny ou de l'honneur à la honte et vice versa, Paul Poiret, Bernard Boutet de Monvel, Georges Villa, Guy Arnoux, Joë Hamman, Joseph Pinchon, André Warnod, Pierre Troisgros, Jean Routier, Henri Callot, Pierre Falize, Pierre Prunier, cercle qui fonctionne jusque dans les années 1950.
Guirand de Scévola va aussi réaliser les décors de plusieurs pièces dans lesquelles joue son épouse et illustrer les contes qu'elle va publier, comme La galante aventure du roi Jean XV (1928).
Domicilié à Paris au no 91 avenue de Villiers (17e arrondissement), il est nommé chevalier de la Légion d'honneur. Il est promu officier de la Légion d'honneur par décret du 26 mai 1914.

### Première Guerre mondiale
Mobilisé dès le début de la Première Guerre mondiale, Lucien-Victor Guirand de Scévola est considéré[Par qui ?] comme l'un des inventeurs du camouflage militaire : en tout cas il s’en est attribuée l’invention dans Souvenirs du camouflage. À l'automne 1914, sur le front et de manière concomitante, Eugène Corbin, un soldat nancéien et son ami, le décorateur Louis Guignot, d'une part et Lucien-Victor Guirand de Scévola, d'autre part, auraient eu l'idée de recouvrir les pièces d'artillerie de toiles peintes se fondant dans le paysage pour éviter leur repérage par l'ennemi. Les deux artistes qui ne se connaissaient se rencontrent en octobre 1914 et forment officieusement une « équipe d'art ». Mais c'est Guirand de Scévola, homme influent à Paris, qui utilise ses relations pour faire la promotion du camouflage.[réf. nécessaire]
Dès février 1915, à la suite d’essais concluant il est décidé de former à Toul un premier atelier de camouflage dont Guirand de Scévola prend la direction. Plusieurs artistes mobilisés sont affectés à cette nouvelle section autonome, dont le sigle est le caméléon. Secondé par sa femme Marie-Thérèse Piérat, Guirand de Scévola — alors canonnier au 6e régiment d'artillerie à pied, promu rapidement capitaine — utilisa ses hautes relations parmi les membres du gouvernement pour faire connaître aux autorités militaires les expériences menées dans le Toulois. Fort de l'appui du général Castelnau — chef de la IIème armée — et de l'intérêt du président de la République Raymond Poincaré, il finit par persuader le haut commandement de la valeur stratégique du camouflage et de son efficacité pour protéger les points sensibles du front. Guirand de Scévola soumit à l'état major français l'idée de dissimuler, sous des toiles peintes, les canons qui brillaient au soleil, ainsi que les hommes, de telle sorte qu'ils se confondent avec le terrain environnant, et procède à une démonstration sur le front de Picardie.[réf. nécessaire]
Le 14 août 1915, le maréchal Joffre, convaincu de ce nouvel art militaire, donne une organisation régulière aux camoufleurs rassemblés en une unité rattachée d'abord à son grand quartier général puis, en octobre 1916, au 1er régiment du génie, en la plaçant sous le commandement de Guirand de Scévola. Des ateliers secondaires sont créés à Châlons-sur-Marne, à Noyon et à Chantilly. La création des sections de camouflage permet à des artistes — auxquels la profession ne destinait pas un rôle particulier dans la guerre — de mettre leur talent au service de la France. Ainsi, émergèrent des maîtres du camouflage comme André Mare, Jean-Louis Forain, Auguste Desch, Georges Mouveau et André Dunoyer de Segonzac. Guirand de Scevola indiquait concernant son invention : « J’avais, pour déformer totalement l’objet, employé les moyens que les cubistes utilisent pour le représenter, ce qui me permit par la suite d’engager dans ma section quelques peintres aptes à dénaturer n’importe quelle forme. »
Guirand de Scévola est élevé au grade de commandeur de la Légion d'honneur par décret du 30 juillet 1935 pris sur le rapport du ministre de l'Éducation nationale.

### Seconde Guerre mondiale
Pendant la Seconde Guerre mondiale, Guirand de Scévola est un partisan de la collaboration artistique avec l'Allemagne et un critique de "l'art juif".
Lucien-Victor Guirand de Scévola et son épouse vont passer de très nombreux et réguliers séjours dans la propriété gardoise, le château de Montsauve à Sauveterre, dont elle hérite de sa mère, Alice Panot, et où ils accueilleront de nombreux artistes et autres personnalités. En 1946, la commune acquiert le château pour y héberger les écoles, puis la mairie. La commune a reçu de Jeanne Marguerite Fournials, élève de Guirand de Scevola, un fonds de tableaux peints par son maître qui y sont conservés.
Guirand de Scévola meurt sans postérité le 29 mars 1950 à son domicile parisien, au 119, rue de Courcelles dans le 17e arrondissement. Il est inhumé le 1er avril 1950 à Paris au cimetière de Montmartre après une cérémonie religieuse célébrée à l'église Saint-François-de-Sales, sa paroisse.

## Œuvres dans les collections publiques
- Brest, musée des Beaux-Arts : Portrait du sculpteur Paul-François Berthoud, toile marouflée sur carton fort, 33,5 × 26,5 cm[11].
- Montpellier, musée Fabre :
  - Tête de femme (de profil), aquarelle sur papier avec traits de crayon et rehauts de papier doré[12] ;
- Paris, musée d'Orsay :
  - Portrait de Mlle T. ;
  - Portrait de Madame Aïda Boni ;
- Sète, théâtre Molière : décor du foyer et panneaux.

## Salons
Salon de la Société nationale des beaux-arts :
- 1896 : Portrait du peintre Abel Truchet dans son atelier, pastel ;
- 1908 : Portrait du marquis de Massa, pastel[13] ;
- 1909 : Portrait de Mlle W., pastel ;
- 1909 : Cour d'honneur, pastel ;
- 1911 : Portrait de Mlle Tiane, pastel ;
- 1912 : Portrait de M. Pierre Lafitte, pastel ;
- 1913 : Aïda Boni, de l'Opéra, pastel ;
- 1910 : Portrait de Mme V. G., pastel ;
- 1920 : Le Château de Versailles, pastel.

## Expositions
- 16 février au 15 mars 1895 : La Bodinière, no 18 rue Saint Lazare à Paris, avec E. Berton, Ch. Schuller et Pal. La chronique des Arts écrit : « Monsieur Guirand de Scévola dont nous reconnaissons nous ignorions jusqu'ici le nom, s'est révélé à nous comme un charmant illustrateur, d'une verve caricaturale dans le goût de Renouard, C'est surtout dans les théâtres et les caboulots artistiques que nous promène la fantaisie de M. Guirand de Scévola, et dans ces petits tableaux parisiens, il montre une science du clair-obscur et des qualités de portraitistes remarquables. »
- Union du cercle artistique.
- Société des artistes français.
- Société des aquarellistes français.
- Exposition de Saint-Louis.
- Exposition de Liège.
- Exposition de Londres.
- 1910 : Exposition de Gand.
- 1923 : Paris, galerie Georges Petit.
- 1935 : galerie Borghèse.

Œuvres de Lucien-Victor Guirand de Scévola
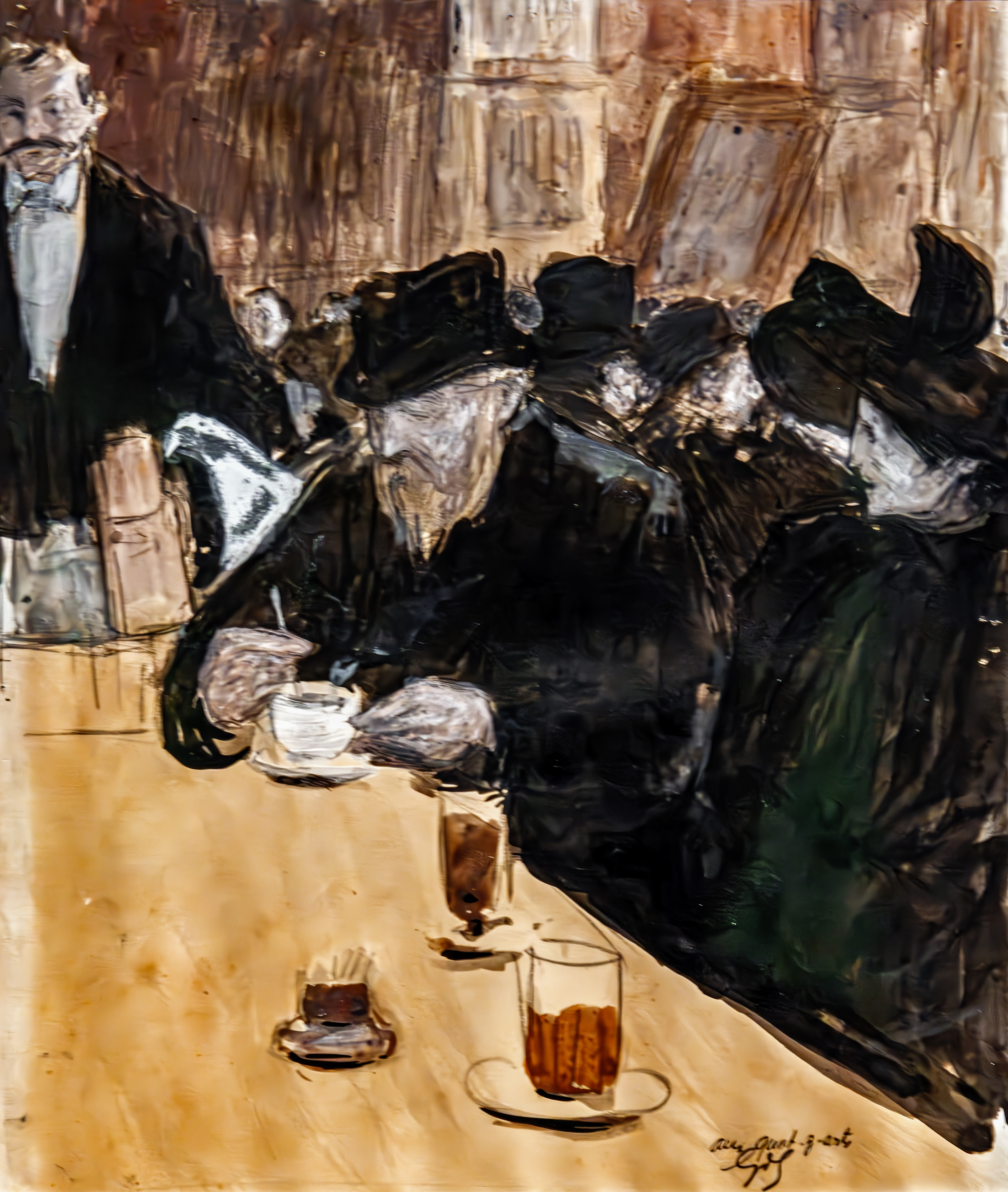
Intérieur du cabaret Quat Z'arts avec Suzanne Valadon et Edgar Degas (1895-1900) en dépôt Musée de Montmartre, París
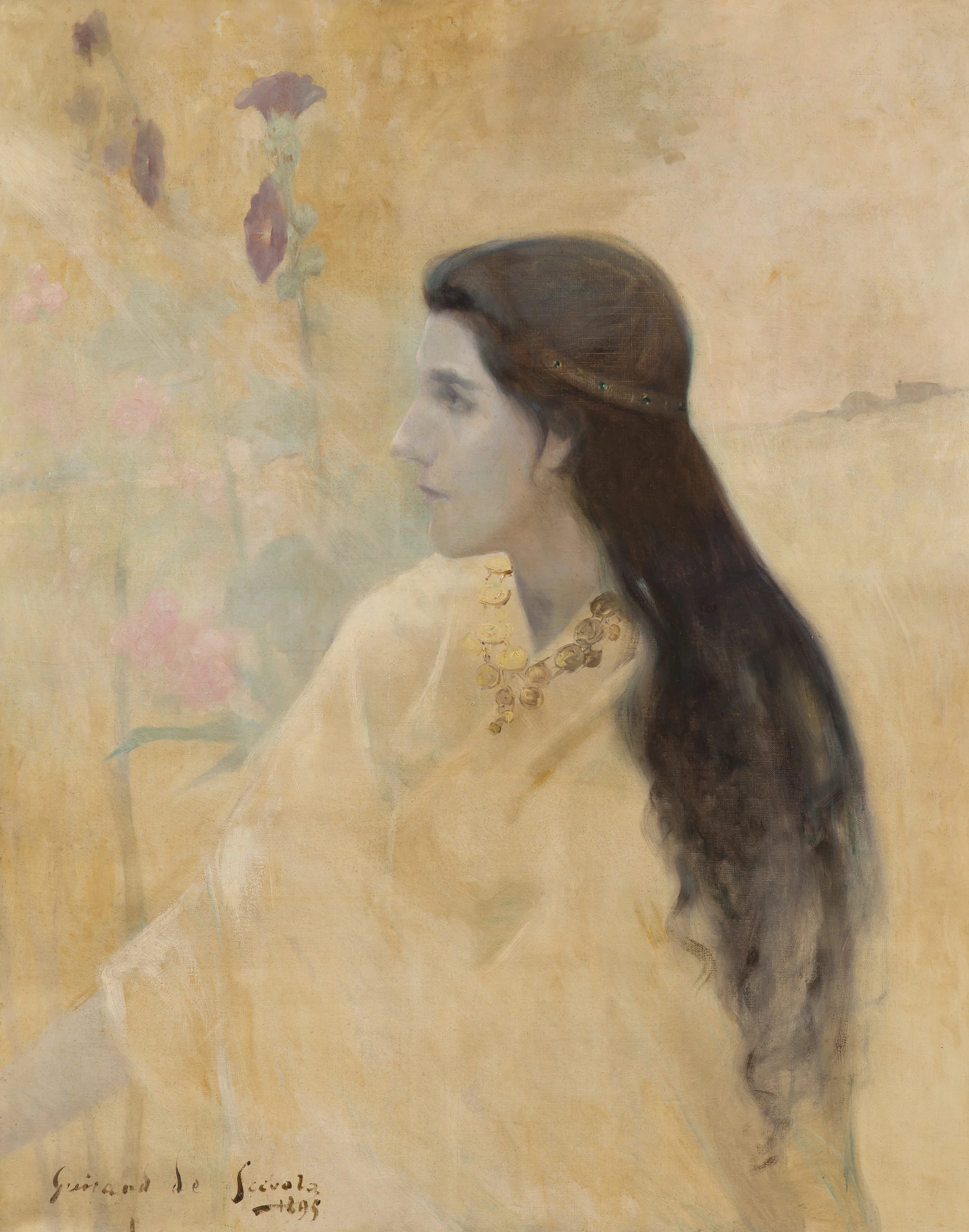
La Princesse aux primevères (1895), localisation inconnue.
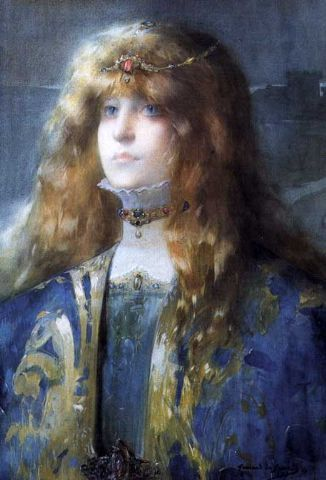
Portrait de Sarah Bernhardt (1899), localisation inconnue.
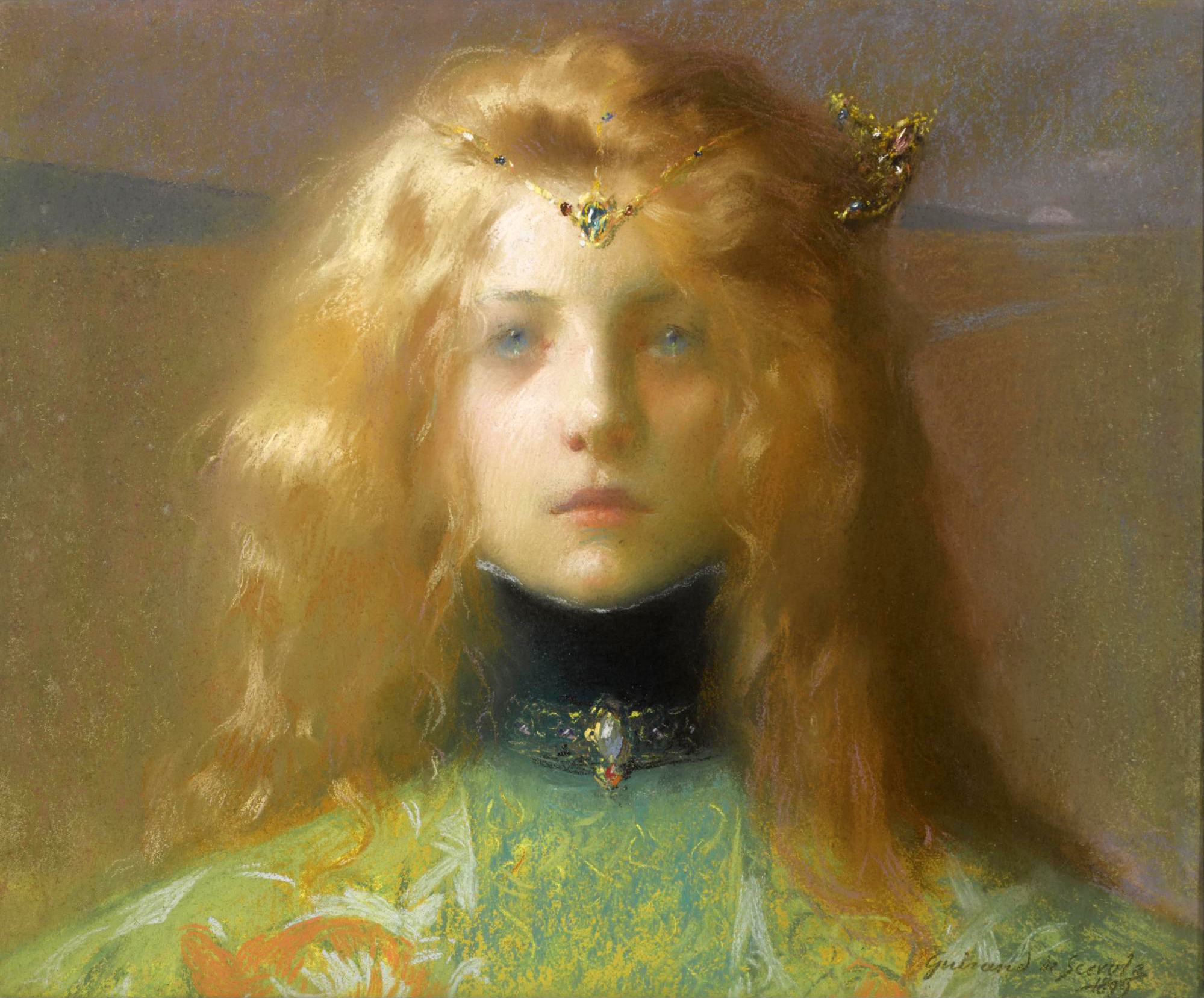
Jeune fille de face (1899), localisation inconnue.
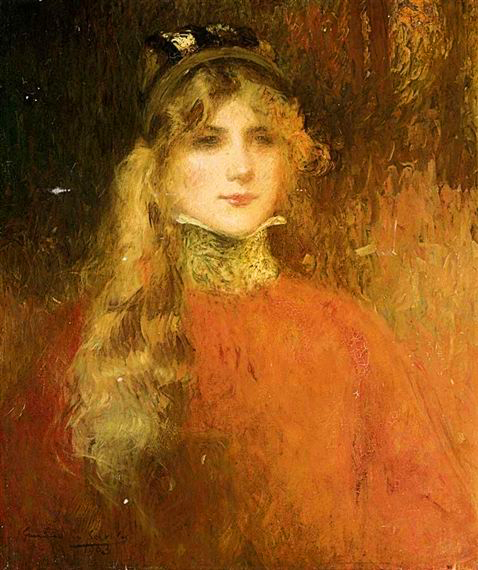
Jeune femme en rouge (1903), localisation inconnue.
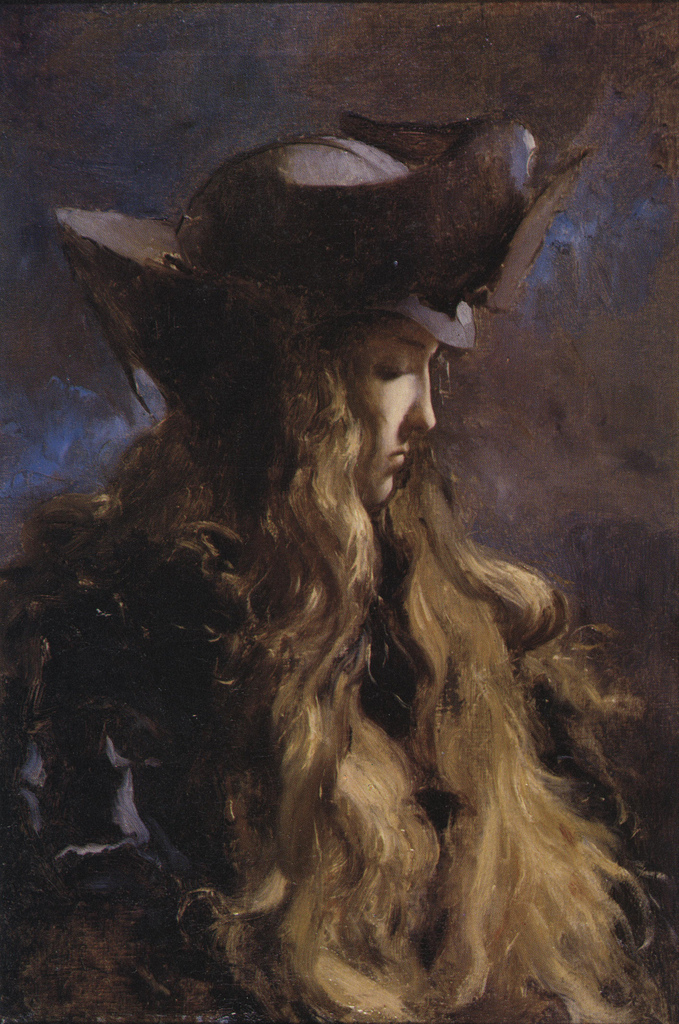
La Chevelure, localisation inconnue.
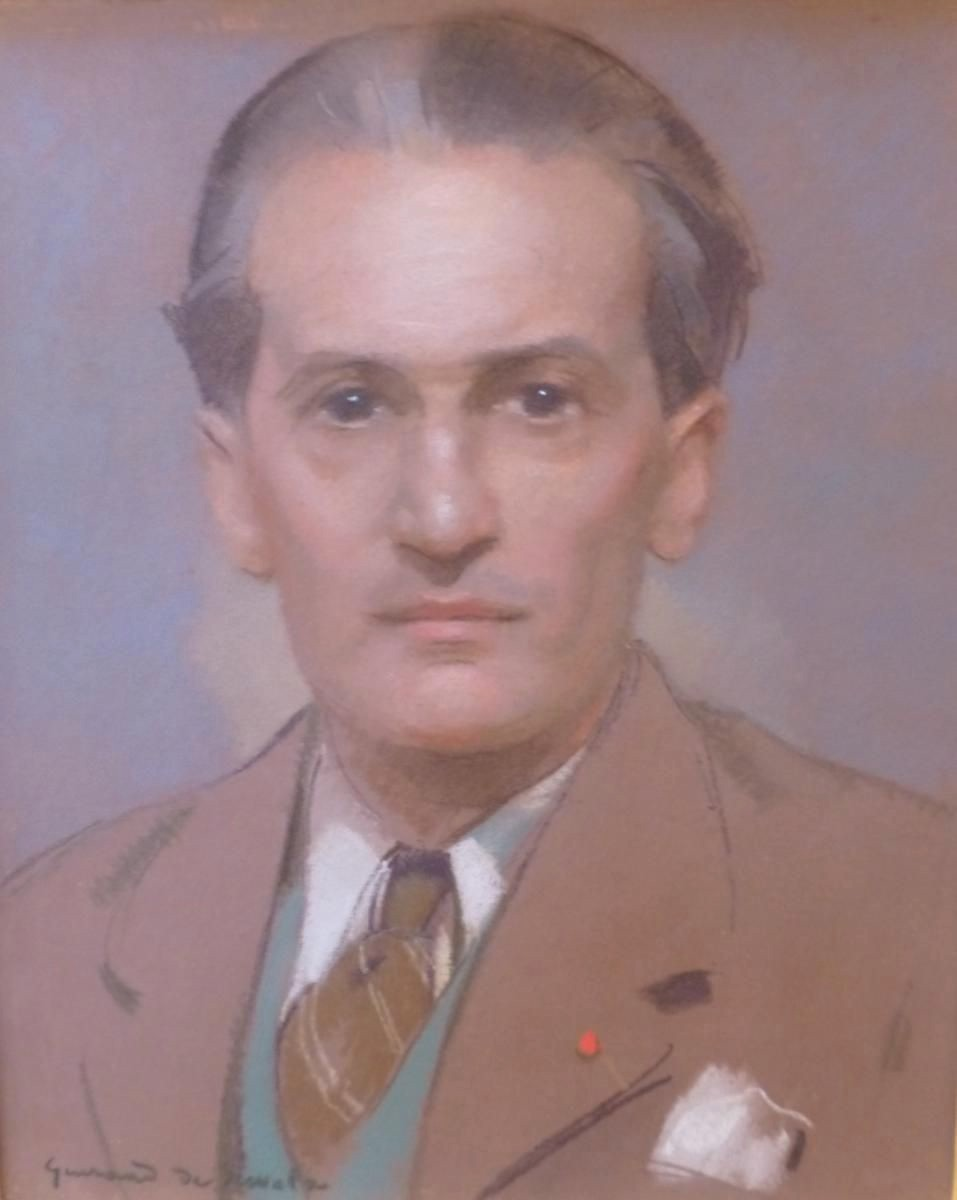
Portrait inconnu, localisation inconnue.

## Récompenses
- Société des artistes français : mention honorable en 1897, médaille de bronze en 1900.
- Société nationale des beaux-arts : prix Puvis de Chavanne en 1934 pour L'Atelier et plusieurs autres peintures et pastels.

### Décorations
- Commandeur de la Légion d'honneur par décret du 30 juillet 1935[14]
  -  Officier de la Légion d'honneur par décret du 26 mai 1914
  -  Chevalier de la Légion d'honneur par décret du 10 mai 1910
- Croix de guerre 1914-1918
- Officier d'académie en 1898

### Littérature
- Personnage important de la quatrième partie du roman italien de Wu Ming L'invisibile ovunque (Einaudi, 2015), en français : L'invisible partout, Paris, Métailié, mai 2024. 208 pp, traduit par Serge Quadruppani  (ISBN 979-10-226-1362-0)